# Assemblée de Sermorens
L'assemblée de Sermorens est une réunion des principales personnalités placées sous l'autorité de Girard de Roussillon, qui s'est tenue au château de Salmorenc, aujourd'hui Sermorens, près de Voiron, au cours de la décennie 850.

## Contexte
Girard, comte de Vienne, organise une assemblée générale à Sermorens, réunissant les principaux personnages du territoire sous sa garde, le duché de Lyon, qui comprend les comtés carolingiens de Lyon, celui de Vienne, de Sermorens et le Valentinois. L'organisation à Sermorens marque la nouvelle importance du bourg, Girard « semble montrer qu'il y disposait d’un centre administratif important ». La date du déroulement de l'assemblée de Sermorens n'est pas précisément connue. Toutefois, les différents auteurs s'accordent pour la placer au cours des années 850.
Ainsi, Jean-Joseph-Antoine Pilot de Thorey (1805-1883), archiviste paléographe du département de l'Isère et auteur d'une Histoire de Grenoble et de ses environs (1829), ou encore Louis Duchesne (1843-1922), abbé et historien de l'Antiquité chrétienne et auteur de Fastes épiscopaux de l'ancienne Gaule (1894), donnent vers 853.
L'historien René Poupardin (1901), auteur de l'ouvrage Le Royaume de Provence sous les Carolingiens, 855-933 (1901), donne « vers les années 858 et 860 ». L'historien René Poupardin, remarque en effet que parmi les prélats présents, Rémi l'archevêque de Lyon est nommé en 858 et qu'Ebbon, l'évêque de Grenoble est décédé en 860.
L'archéologue René Louis (1906-1991), dans son ouvrage Girart, comte de Vienne (819-877) et ses fondations monastiques (1946), indique « Vers la même époque, entre 855 et 858 »
L'historien Ulysse Chevalier, dans  le Regeste dauphinois (1912), ou encore Louis Boisset, prêtre et enseignant en sciences religieuses et auteur de Un concile provincial au treizième siècle (1973), donnent l'année 858. Il s'agit de la même année retenue par le médiéviste Laurent Ripart (2008).
Selon ces années, l'assemblée générale se place soit sous le règne de Lothaire Ier, soit sous celui de son fils Charles de Provence en fonction de la date retenue.

## Description
L'assemblée générale rassemble six évêques et onze comtes, Ripart citant notamment Sacrorum conciliorum, nova et amplissima collectio de Philippe Labbe (1902).
Girard, comte de Vienne, figure au premier rang des comtes, suivi de Fulcrad/Fourrat d'Arles,. Pour certains des comtes, Poupardin précise qu'il est souvent « impossible […] de déterminer le siège comtal ». Une foule d'autres seigneurs est présente.
Les prélats sont Rémi de Lyon, archevêque de Lyon, qui « tient le premier rang parmi les prélats » ; Rotland, archevêque d'Arles ; Aribert Ier/Arbertus, archevêque d'Embrun ; Trudbertus, évêque d'Apt ; Ebbon (ou Hébon), évêque de Grenoble ; l'évêque de Valence et l'évêque de Maurienne.
L'assemblée se réunit « Pour y traiter de l'intérêt commun et rendre la justice pour toute la Provence ». Ces réunions, appelées placita, ressemblent aux parlements ambulants des anciens rois de France lorsqu'ils rendaient la justice par eux-mêmes. 
Elle est également l'occasion de régler certains différends qui s'étaient élevés, notamment celui opposant Agilmar, archevêque de Vienne, « assisté de son avocat Witgier »/Witgerius, et Vigeric/Wigeric/Wigiricus, comte de Salmorenc/Sermorens,. Le comte est condamné à céder à l'évêque tout ce que celui-ci réclamait,.